# 共和左翼 (1977年)
共和左翼（西班牙语：Izquierda Republicana）是西班牙的一个共和主义政党。该党成立于1977年。该党被认为1934年至1959年存在的共和左翼的继承者。目前，该党的政治影响力非常有限，仅有个别党员当选地方议员。1986年4月，该党参与创建左翼政党联盟联合左翼，后在2002年退出，但仍有部分成员参与联合左翼的活动。